# Rhabditis pseudodolichura
Rhabditis pseudodolichura is een rondwormensoort uit de familie van de Rhabditidae.